# Stütz- und Bewegungsapparat
Der Stütz- und Bewegungsapparat oder einfach nur Bewegungsapparat ist ein Organsystem in der Anatomie.

## Definition
Der Begriff „Bewegungsapparat“ wurde in den 1920er Jahren von Hermann Braus eingeführt. Er stellt gewissermaßen eine Synthese aus den rein deskriptiven Darstellungen, wo die einzelnen Bestandteile streng systematisch getrennt dargestellt worden sind (siehe z. B. Jakob Henle), und den Beginn der funktionellen Darstellung (siehe z. B. Georg Hermann von Meyer und Wilhelm Roux) dar. In den vergangenen Jahren ist vermehrt der Begriff „Bewegungssystem“ verwendet worden. Gewissermaßen stellt die systemorientierte Darstellung von Körperorganen eine integrative Darstellung der menschlichen Anatomie dar, welche die Verknüpfung der einzelnen Organsysteme aufzeigt.
Heutzutage werden unter dem Begriff „Stütz- und Bewegungssystem“ primär die Organe angesprochen, welche für die Körperhaltung und Fortbewegung des Menschen von entscheidender Bedeutung sind. Klassischerweise werden hierunter primär die knöchernen, muskulären und bindegewebigen Strukturen subsumiert. Sie sorgen dafür, dass der Körper in einer festgelegten Form bleibt, aber trotzdem zielgerichtet bewegt werden kann. Dazu ist er aus festen und beweglichen Organen zusammengesetzt: Das knöcherne Skelett sorgt für die Formgebung des Körpers. Es wird durch die Skelettmuskeln bewegt. Dazu dienen Sehnen als Kraftüberträger, die auf der einen Seite am Knochen angewachsen sind, auf der anderen Seite im Muskel verankert sind. Bänder dienen dazu, Gelenke zu festigen und zu sichern.

## Bestandteile

### Skelett
Das Skelett besteht aus verschieden geformten Knochen (Röhrenknochen, platte Knochen und weitere), die zum Teil miteinander verwachsen sind, wie zum Beispiel das Becken. Es hat nicht nur die Aufgabe, die Form des Körpers zu gewährleisten und damit die Beweglichkeit des Organismus sicherzustellen, sondern hat auch Schutzfunktionen für innere Organe (wiederum Schädel und Becken) oder die Aufgabe, deren Arbeit überhaupt erst zu ermöglichen (der Brustkorb, ohne den die Atmung nicht funktionieren könnte). Zusätzlich ist das Innere der Knochen, das Knochenmark, eine wichtige Bildungsstätte für die Blutzellen.
Die Knochen sind untereinander mit Gelenken verbunden, die Bewegungsrichtung und Bewegungsradius der Knochen bestimmen.

### Muskeln
Die Skelettmuskeln verbinden zwei verschiedene Knochen, indem sie über mindestens ein Gelenk hinweg mit ihren Sehnen an den Knochen ansetzen. Wenn sich ein Muskel verkürzt, zieht er die beiden Knochen in deren Gelenk aufeinander zu. Muskeln haben nur die Möglichkeit, sich zusammenzuziehen, nicht aber, sich selbst in ihre Ausgangslage zurück zu dehnen. Dafür brauchen sie einen oder mehrere Muskeln, die auf der anderen Seite des Gelenks ansetzen und die entgegengesetzte Bewegung bewirken. Solche Muskeln werden Gegenspieler (lat.: Antagonisten) genannt.
Skelettmuskeln müssen nicht unbedingt nur an einer einzigen Stelle an einem Knochen angewachsen sein. Manche Muskeln teilen sich in zwei oder mehr Teile auf, die zwar auf einer Seite in einer gemeinsamen Sehne ansetzen, auf der anderen Seite aber an unterschiedlichen Stellen am selben oder sogar an verschiedenen Knochen enden. Solche Muskeln nennt man Bizeps (bei zwei Muskelköpfen), Trizeps (drei Muskelköpfe) oder Quadrizeps (vier Muskelköpfe).
Skelettmuskeln bestehen aus einzelnen Zellen (Muskelfasern). Mehrere dieser Muskelfasern bilden Muskelfaserbündel, von denen mehrere zusammen mit einer festen, netzartigen Haut, der Faszie, umgeben sind und gemeinsam den Muskel bilden.

### Sehnen und Sehnenscheiden
Damit die Kraft, die von den Muskeln entwickelt wird, in Bewegungen der Knochen umgesetzt wird, müssen beide Baugruppen miteinander verbunden werden. Dies ist die Aufgabe der Sehnen. Sie bestehen aus festem, aber biegsamem kollagenem Bindegewebe. Ihre Fasern liegen parallel zur Zugrichtung. Sehnen sind im Muskel mit den Muskelfasern verwachsen und setzen am Knochen an Vorsprüngen oder aufgerauten Bereichen an, den Sehnenansatzzonen.
Zusätzlich zu den „normalen“ Sehnen gibt es auch Sehnenplatten (medizinisch: Aponeurosen). Sie besitzen nicht die Form eines Seils, sondern einer festen, dicken Haut. An ihnen können mehrere Muskeln oder Muskelköpfe gemeinsam ansetzen (z. B. die Zungenaponeurose, Aponeurosis linguae).
Um den Sehnen unnötige Reibung, die sie schädigen können, zu ersparen, werden besonders lange Sehnen in Sehnenscheiden geführt. Dabei handelt es sich um Röhren aus zwei Hautschichten, zwischen denen sich Flüssigkeit (Synovia) befindet. Dadurch entsteht eine Gleitfläche, die die Reibung zwischen der Sehne und dem umgebenden Gewebe deutlich herabsetzt.

### Bänder
Auch Bänder (lat.: Ligamenta, Sing. Ligamentum) bestehen meist aus kollagenen Fasern, seltener aber auch aus elastischem Bindegewebe. Sie liegen entweder um Gelenke herum oder in ihnen (zum Beispiel die Kreuzbänder des Kniegelenks). Sie stützen die Gelenke oder hemmen die Beweglichkeit der Knochen untereinander und helfen dadurch, Überdehnungen von Muskeln oder Sehnen zu vermeiden.
Auch in der Bauchhöhle gibt es Bänder, die Organe an Ort und Stelle halten. Sie haben aber nichts mit den Bändern des Stützapparates zu tun und wurden in der veralteten Jenaer Nomina Anatomica (JNA) als Chorda oder Plica bezeichnet; gelegentlich findet sich diese Bezeichnung noch in der Literatur.

### Schleimbeutel
An Stellen, die eine besondere Gefahr für Sehnen darstellen, baut der Körper zusätzliche Polster ein, die die Sehne gegen Durchscheuern schützen sollen: die Schleimbeutel (lat.: Bursa synovialis). Diese Polster sind kleine Hautkissen, die mit einer Flüssigkeit gefüllt und unter der Sehne auf der gefährdeten Seite platziert sind. Durch die Flüssigkeit wird der Druck der Sehne gleichmäßig auf eine größere Fläche verteilt.

### Fettkörper
Fettansammlungen (lat.: Corpus adiposum) an den Gelenken, etwa zwischen Knochen und Muskel oder zwischen Muskeln, füllen bei Bewegungen die entstehenden Lücken aus bzw. geben entsprechenden Raum. Besonders eindrücklich ist etwa das Corpus adiposum infrapatellare am Kniegelenk oder das Corpus adiposum buccae am „Kauapparat“.

### Sesambeine
Ein Sesambein ist ein kleiner Knochen, der in eine Sehne eingewachsen ist und für einen zusätzlichen Abstand zum Knochen sorgt. Dadurch entsteht ein größerer Hebel für die Sehne, sodass eine geringere Kraft notwendig ist, um den mit der Sehne verbundenen Knochen zu bewegen.
Das bekannteste Beispiel für ein Sesambein ist die Kniescheibe, die in der Ansatzsehne des Musculus quadriceps femoris eingelagert ist. Durch diese Konstruktion kann der Unterschenkel leicht gestreckt werden, ohne dass der Oberschenkel noch mehr Muskelmasse braucht.

## Klinische Bedeutung
Der  „Bewegungsapparat“ kann Bewegungen ausführen, welche sich im Detail biomechanisch analysieren lassen.
Die anatomische Lehre des Bewegungssystems spielt eine wichtige Rolle in der Ausbildung von Humanmedizinern (insbesondere der Fachbereiche Orthopädie und Unfallchirurgie sowie Physikalische und Rehabilitative Medizin), Physiotherapeuten, Masseuren und Tänzern.
In der Arbeitsmedizin werden unter der Bezeichnung „Muskel-Skelett-System“ dazu noch die versorgenden Blutgefäße und Nervenbahnen eingeschlossen. Es ist u. a. Gegenstand des biomechanischen Messsystems CUELA.
Mit dem Begriff „Stützapparat“ werden in der Orthopädie auch Orthesen bezeichnet, die bei Funktionsbeeinträchtigungen des Stütz- und Bewegungsapparates angewendet werden.